# Eugenia Maleșevschi
Eugenia Maleșevschi (în rusă Евгения Малешевская, transliterat Evghenia Maleșevskaia; n. 10/22 decembrie 1868, Pohoarna, raionul Șoldănești, Republica Moldova – d. 11 martie 1958, Pireu, Grecia) a fost o pictoriță și graficiană rusă, ulterior română. În prezent, peste 130 de lucrări ale autoarei se păstrează în colecția Muzeului Național de Arte din Moldova.

## Biografie
S-a născut în fostul sat Harbuțcani (acum Pohoarna, raionul Șoldănești, Republica Moldova) din ținutul Soroca, gubernia Basarabia (Imperiului Rus). A absolvit gimnaziul din Kiev. În anii 1896-1903 a studiat la Academia Imperială de Arte din Petrograd, sub conducerea lui Ilia Repin. În anul 1898 călătorește prin Rusia, realizând studii cu teme arhitecturale și peisaje. În 1903, a fost implicată de Repin în pictarea dioramei „Adunarea sub Petru I” (împreună cu Elena Kiseleva, la împlinirea a 200 de ani de la fondarea orașului Sankt Petersburg). A primit titlul de artistă pentru pictura „Ascultă”, înfățișând o întâlnire a revoluționarilor ruși sub masca unei petreceri muzicale. În 1903-1906 și-a îmbunătățit abilitățile la München, Paris și Roma.
Din 1906 a locuit la Chișinău, unde a predat desenul în școlile private. A participat la expoziții ale Societății Iubitorilor de Arte Plastice și Societății de Arte Plastice din Chișinău. Între anii 1910-1917 participă cu lucrări în cadrul Expoziției pictorilor independenți din Petrograd, iar pe parcursul anului care urmează călătorește în Italia, Turcia, Grecia, Siria.
Lucrările autoarei au fost prezentate la expozițiile Societății de Artă Basarabeană pe parcursul anilor 1910-1928. În anul 1915 expune 90 de opere la Expoziția de tablouri a pictorilor basarabeni din Chișinău, iar în luna noiembrie a anului 1920 expune 18 lucrări în cadrul Expoziției de pictură și sculptură. A activat în calitate de profesoară de Istoria artei la Școala de Belle-Arte din Chișinău între anii 1926-1927.
În timpul celui de-al Doilea Război Mondial a emigrat în Grecia. A murit la 11 martie 1958 și a fost înmormântată la cimitirul rus din Pireu.
Potrivit altor surse ar fi murit la 23 februarie 1942 în satul Tîrnova, județul Soroca.

### Post-mortem
În 2011, în onoarea pictoriței a fost emis un timbru de Poșta Moldovei.
Expoziția „Eugenia Maleșevschi-150 de ani de la naștere” a fost petrecută de Muzeul Național de Arte al Moldovei în decembrie 2018.